# Pragyasundari Devi

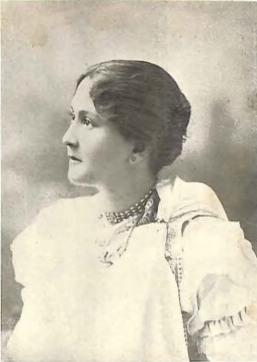
Pragyasundari Devi

Pragyasundari Devi (1884 - 1950), también conocida como Pragyasundari Debi, Pragya Sundari Devi, Pragasundari Debi o Prajnasundari Bezbaroa, fue una autora de libros de cocina india y editora de revistas. Su obra Amish O Niramish Ahar fue uno de los primeros libro de cocina en el idioma bengalí .

## Carrera
Su primer libro de cocina, publicado en 1902, ha sido llamado el primer libro de cocina en bengalí, Amish O Niramish Ahar.  En este primer libro advertía que “el gastar mucho dinero no es garantía para una buena comida ", mientras se alentaba a usar de manera eficiente vegetales baratos. Publicó un segundo libro de cocina vegetariana y más tarde dos libros de cocina más que incluían algunos platos de carne. Sus libros de cocina posteriores se centraron en la cocina de Assam y en encurtidos y conservas.
A partir de 1897, Pragyasundari Devi editó una revista para mujeres, Punya, que incluía recetas.